# Coalición por un Nuevo Partido Socialista
Coalición por un Nuevo Partido Socialista (CNPS) fue una coalición electoral de izquierda creada en 1992 por el Partido Obrero Socialista Internacionalista (POSI), Alianza Democrática Socialista (ADS) y Democracia Socialista. En las elecciones generales españolas de 1993 y en las elecciones al Parlamento Vasco de 1994 obtuvo unos resultados exiguos. En las elecciones generales españolas de 1996 POSI y ADS formaron una nueva coalición denominada Coalición Republicana.
- Datos: Q8347294